# Фамийи
Фамийи́ (фр. Familly) — коммуна во Франции, находится в регионе Нижняя Нормандия. Департамент коммуны — Кальвадос. Входит в состав кантона Орбек. Округ коммуны — Лизьё.
Код INSEE коммуны — 14259.

## Население
Население коммуны на 2010 год составляло 126 человек.
| 1962 | 1968 | 1975 | 1982 | 1990 | 1999 | 2010 |
| ---- | ---- | ---- | ---- | ---- | ---- | ---- |
| 153  | 149  | 112  | 107  | 103  | 98   | 126  |

## Экономика
В 2010 году среди 80 человек трудоспособного возраста (15—64 лет) 61 были экономически активными, 19 — неактивными (показатель активности — 76,3 %, в 1999 году было 66,1 %). Из 61 активных жителей работали 51 человек (27 мужчин и 24 женщины), безработных было 10 (3 мужчин и 7 женщин). Среди 19 неактивных 8 человек были учениками или студентами, 7 — пенсионерами, 4 были неактивными по другим причинам.